# Schalenstein vom Monte Lazzo

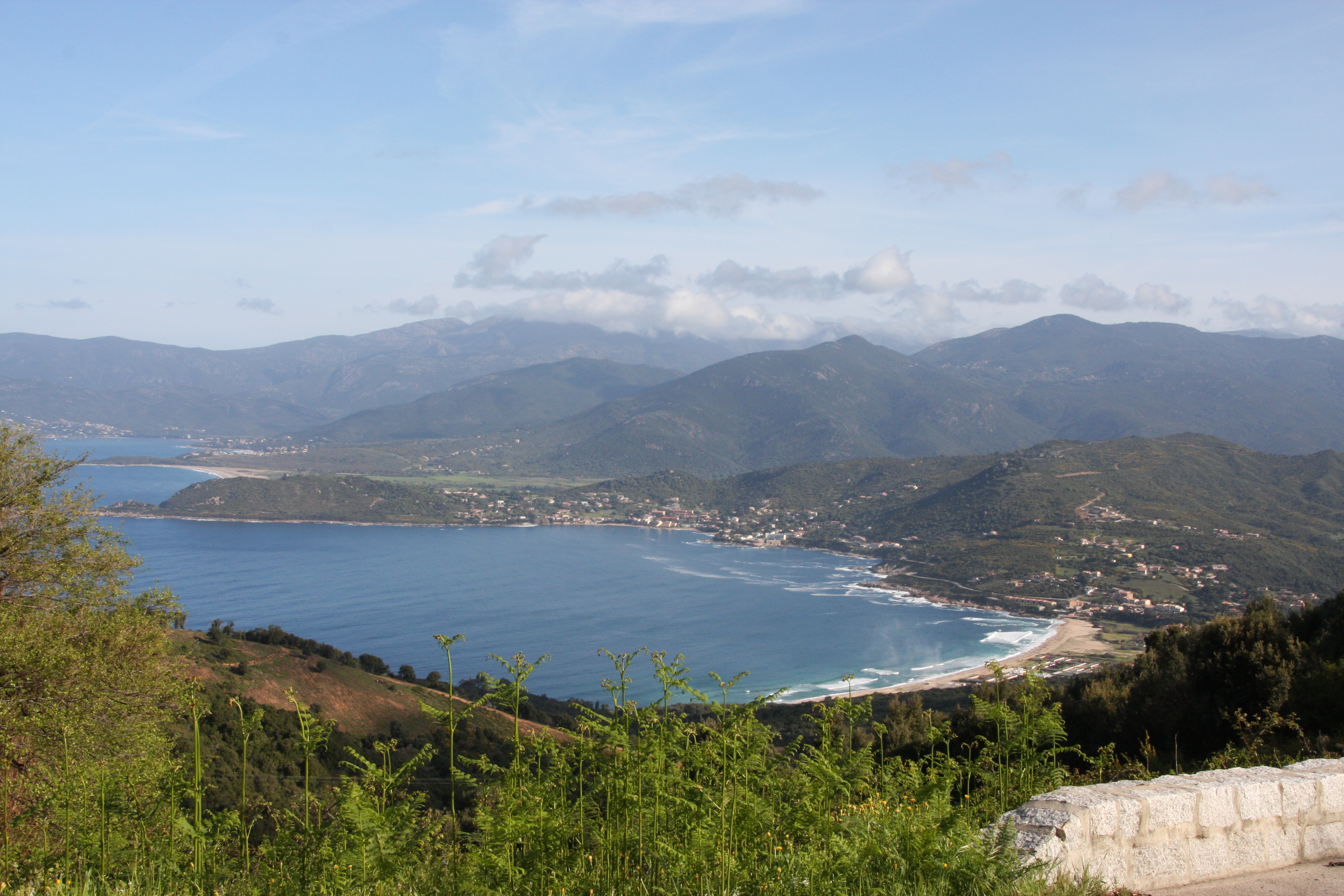
Tiuccia

Der Schalenstein vom Monte Lazzo (auch Monte Lazzu genannt) liegt nördlich von Tiuccia, dem Hafen von Casaglione im Département Corse-du-Sud auf der Mittelmeerinsel Korsika in Frankreich. Er ist ein Aufschlussbereich mit Reihen von Vertiefungen in zwei Kalksteinblöcken. Die ovalen Schalen liegen wenig unterhalb des nördlichen Gipfels auf einem etwa 160 m hohen Berg oberhalb des Liamonedeltas und den benachbarten Stränden San Giuseppe bzw. Liamone.
Die Archäologen gehen davon aus, dass die Schalen als multiple Mörser zum Mahlen von Getreide verwendet wurden, aber Monte Lazzo liegt auf einem Berg mit Meeresbrise. Es kann sich auch um einen Platz für Rituale oder Opfer gehandelt haben.
Es gibt in Frankreich auf dem Festland etwa 60 Schalensteine. Die dichteste Konzentration liegt mit acht Steinen auf der Île d’Yeu im Département Vendée.